# Ludwig Wurtzbacher
Ludwig Wurtzbacher (* 12. April 1870; † 1. Februar 1926 in Berlin) war ein deutscher Offizier, zuletzt Generalleutnant, sowie von 1919 bis 1925 Chef des Heereswaffenamtes (HWA). Wurtzbacher diente als Offizier im Ersten Weltkrieg. 
Er wurde auf dem Invalidenfriedhof in Berlin beigesetzt. Das Grab ist nicht erhalten.